# ديوي بريدغز
ديوي بريدغز (بالإنجليزية: Dewi Bridges)‏ هو قسيس بريطاني، ولد في 18 نوفمبر 1933، وتوفي في مايو 2015.